# Procliano (vigário)
Procliano (em latim: Proclianus) foi oficial bizantino do final do século IV, ativo durante o reinado do imperador Arcádio (r. 395–408). Foi mencionado numa lei do Código de Teodósio de agosto de 399 como vigário de cinco províncias (vicarius quinque provinciarum).